# Universidad Técnica Alemana en Brno

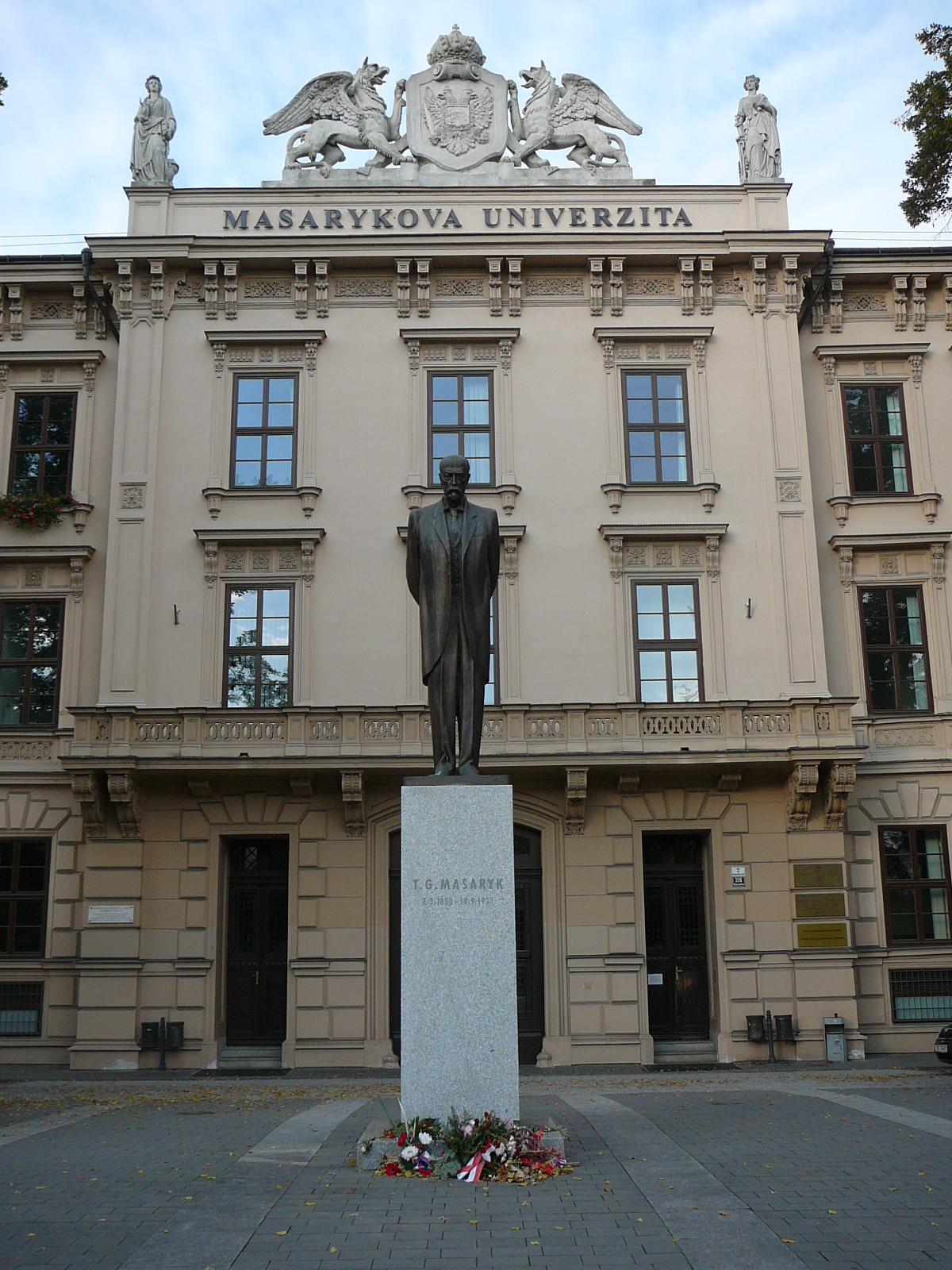
Edificio de la Universidad Técnica Alemana en Brno en 1860. Actualmente funciona como la Facultad de Medicina de la Universidad Masaryk.

La Universidad Técnica Alemana en Brno (en alemán: Deutsche Technische Hochschule Brünn) fue una universidad técnica en la ciudad checa de Brno. Fue inaugurada en 1849 y funcionó hasta 1945. Su instrucción era en idioma alemán.

## Historia
La institución fue fundada a mediados del siglo XIX, en una época en que la población de la ciudad era bilingüe, conviviendo checos y alemanes en una pacífica multiculturalidad, propiciada por la cercanía de la ciudad a las fronteras de Alemania y Austria, ambos países de habla alemana. A comienzos de 1860, la sede principal de la universidad se estableció frente a la Plaza Komenského de Brno, mientras que un segundo edificio anexo fue construido en 1910 a un costado del anterior.
Durante la Ocupación Nazi la universidad iba a ser reubicada en la ciudad austriaca de Linz, sin embargo eso nunca sucedió. En 1945 con el término de la Segunda Guerra Mundial, la Universidad Técnica Alemana fue cerrada y sus dependencias pasaron a propiedad de la Universidad Tecnológica de Brno.